# Géza Vlaszák
Géza Vlaszák (ur. 3 września 1973 w Zalaegerszegu) – węgierski piłkarz, występujący na pozycji bramkarza.